# Raketenpionier
Als Raketenpionier bezeichnet man Ingenieure, experimentelle Wissenschaftler oder Autodidakten, die entscheidende Fortschritte im Bau von Feststoff- oder Flüssigkeitsraketen erzielen konnten.

## Grundlagenforscher
Auch einige Grundlagenforscher zählen dazu, soweit ihre Arbeiten die konkrete Entwicklung von Raketen für die Raumfahrt oder das Militär gefördert haben.
Zu den Grundlagenforschern zählen vor allem der russische Physiker und Astronom Konstantin Ziolkowski (1857–1935), der US-amerikanischen Physiker Robert Goddard (1882–1945) und der österreich-ungarisch-deutschen Mediziner und Physiker Hermann Oberth (1894–1989), die unabhängig voneinander erkannt haben, dass die bisher für Feuerwerke und militärische Zwecke verwendeten Feststoffraketen zu schwach sein würden, um den Weltraum zu erreichen. Daher schlugen sie die Verwendung von flüssigen Raketentreibstoffen (Wasserstoff, Sauerstoff und Kohlenwasserstoffen) und das Prinzip der Mehrstufenrakete vor. Sie arbeiteten unabhängig voneinander am Flüssigkeitsraketentriebwerk, der Kühlung der Brennkammer und der Steuerung der Rakete mittels Strahlruder und Kreiselinstrument und stellten mit der Raketengrundgleichung auch das Prinzip der Mehrstufenrakete auf eine wissenschaftliche Basis. Sie befassten sich auch mit Fragen des Betriebs von Raumstationen, der industriellen Nutzung des Weltraums und der Nutzung seiner Ressourcen.
Konstantin Ziolkowski veröffentlichte 1903 in dem russischen Wissenschaftsmagazin Wissenschaftliche Rundschau unter dem Titel: „Erforschung des Weltraums mittels Reaktionsapparaten“ erstmals die theoretischen Effekte eines Raketenantriebs als Raketengrundgleichung zur Grundlage der heutigen Raumfahrttechnik. Er erdachte unter anderem die Flüssigkeitsrakete sowie die Mehrstufenrakete und befasste sich darüber hinaus auch mit Fragen des Betriebs von Raumstationen, einer möglichen industriellen Nutzung des Weltraums und seiner Ressourcen. Aber seine Arbeit fand im Zarenreich kaum Beachtung und wurde, weil sie nur in russischer Sprache verfügbar war, im Ausland zunächst nicht bekannt. Ein Jahr nach der Veröffentlichung von Hermann Oberths Buch „Die Rakete zu den Planetenräumen“, welches auch der deuschbaltisch-russische Gelehrte Friedrich Zander (oft auch Fridrik Tsander genannt) gelesen hatte, veröffentlichte Zander (1887–1933) im Jahre 1924 ein Buch über die Arbeiten Ziolkowskis, um auch diesen bekannt zu machen.
Der US-Amerikaner Robert Goddard (1882–1945) stellte um 1910 erste Überlegungen zum Bau von Raketenmotoren und über Raumflüge zum Mond und zum Mars an. 1920 publizierte das Smithsonian Institut die zukunftsträchtige Abhandlung von Goddard, Methods for Reaching Extreme Altitudes (Methoden zum Erreichen extremer Höhen), in der er behauptete, dass Raketen genutzt werden könnten, um Nutzlasten auf den Mond zu schicken. Die Presse machte sich über seine Veröffentlichung lustig und titulierte ihn „Moon Man“. Um weiterer Beobachtung zu entgehen, zog Goddard schließlich nach New Mexico, wo er seine Forschung im Stillen durchführen konnte. 1926 konnte er eine selbstentwickelte Flüssigkeitsrakete erstmals erfolgreich testen und erzielte danach weitere Erfolge mit seinen Raketen. Gleichwohl geriet er in Bezug auf die Raumfahrt fast vollständig in Vergessenheit. Erst posthum – im Zuge der Raketenentwicklung nach dem Zweiten Weltkrieg – wurde ihm eine angemessene Anerkennung zuteil.
Ganz anders verlief die Geschichte beim Mediziner und Physiker Hermann Oberth (1894–1989), der seine eigenen raketen- und raumfahrtechnischen sowie raumfahrtmedizinischen Erkenntnisse erstmals 1923 mit seinem Buch Die Rakete zu den Planetenräumen veröffentlichte, welches breite internationale Resonanz auslöste und als eigentliches Geburtsdatum einer nun stetig zunehmenden wissenschaftlichen Beschäftigung mit Raketentechnik und Weltraumfahrt gelten kann.
Mit dazu beigetragen hat der österreichische Astronom und Schriftsteller Max Valier (1895–1930), der, durch Oberths Buch inspiriert, eine allgemein verständliche Abhandlung zur Raumfahrt schrieb. Mit Oberths Unterstützung entstand Der Vorstoß in den Weltenraum (erschienen 1924), in dem ein Programm zur Entwicklung der Raketentechnik beschrieben wird. Dieses Werk war ein großer Erfolg, sechs Auflagen erschienen bis 1930.
Für Oberth war die Rakete nur Mittel zum Zweck einer interplanetaren Raumfahrt. Er dachte an eine multiplanetare Menschheit. Bereits 1929 veröffentlichte er in seinem epochalen Werk Wege zur Weltraumfahrt, das „Bibel der Astronautik“ genannt wird (s. S. 117) auf den Seiten 285 bis 333 seine Ideen für die Anwendungsmöglichkeiten seiner 2-Stufenrakete: Bemannte Raumfahrt einschließlich Raumanzug für den Außeneinsatz, Weltraumteleskop und Dauer von Raumfahrten, und auf den Seiten 333 bis 350 seine Ideen und die theoretischen Grundlagen zu Raumstationen im erdnahen Orbit von 700 bis 1200 km Höhe über dem Erdboden zur Erd- und Wetterbeobachtung und als Ausgangsbasis für Flüge zum Mond und zu den Planeten. Auf den Seiten 336 bis 351 erklärt er den Bau und die Funktion des von ihm schon 1923 erfundenen Weltraumspiegel mit 100 bis 300 km Durchmesser im Erdorbit, mit denen u. a. gezielt regional das Wetter beeinflusst werden soll oder gezielt regional die Sonneneinstrahlung abgeschwächt werden soll (Solar Radiation Management). Im Kapitel Reisen zu fremden Weltkörpern legt er auf den Seiten 350 bis 386 seine wissenschaftlichen Überlegungen und Berechnungen für Flüge (einschließlich Landungen) zum Mond, zu Asteroiden, zum Mars, zur Venus, zum Merkur und zu Kometen dar. Oberth gilt als Erfinder des Ionentriebwerks, dessen Physik, die Funktion, die Konstruktion und die Nutzung für den interplanetaren Flug auf den Seiten 386 bis 399 darlegt. Er beschreibt wissenschaftlich Voraussetzungen, Ziele und Erwartungen, die mit solchen Reisen verbunden wären.
Der Franzose Robert Esnault-Pelterie (1881–1957) war ein weiterer Grundlagenforscher, dessen Hauptwerk L’Astronautique in zwei Bänden 1928 erschienen ist.
Herman Potočnik (1892–1929), auch unter dem Pseudonym Hermann Noordung bekannt, war ein österreichischer Offizier, Elektrotechniker und Raumfahrttheoretiker. Er gilt als Pionier und Visionär der modernen Raumfahrt.
Zu den Vordenkern des interplanetaren Flugs zählen auch:
- Walter Hohmann (1880–1945, Deutschland) berechnete energiesparende Raumflugbahnen zum Mond und zu den Nachbarplaneten – nach ihm Hohmannbahnen benannt. Auch berechnete er, wie groß und wie schwer eine Rakete sein muss, die auf sonnenumrundenden Bahnen den geringsten Treibstoffverbrauch hat.
- Guido Freiherr von Pirquet (1880–1966, Österreich) veröffentlichte mehrere Flugbahnberechnungen für Weltraummissionen.

## Raketen-Experimentatoren und Großraketen-Entwickler
1927 gründete Johannes Winkler den Verein für Raumschiffahrt in Breslau. In diesem Verein sammelten sich in der Folgezeit bis zur Auflösung in 1934 durch die Nationalsozialisten viele Raumfahrtpioniere der Weimarer Republik.
Den Vordenkern folgten die privaten Raketen-Experimentatoren. In Deutschland durfte bis zum Verbot durch die Nationalsozialisten im Jahr 1934 experimentiert werden. Die meisten der deutschen Experimentatoren arbeiteten später in der Heeresversuchsanstalt Peenemünde an der Entwicklung der ersten Großrakete Aggregat 4.
Von den ersten Experimentatoren bzw. Großraketenentwickler seien genannt:
- Konstantin Iwanowitsch Konstantinow (1818–1871, Russland), der Raketensysteme für die Kaiserlich Russische Armee entwickelte.
- Nikolai Iwanowitsch Tichomirow (1860–1930, Russland), der durch seine vielfältigen Untersuchungen die Entwicklung des Raketenwerfers Katjuscha initiierte.
- Robert Goddard (1882–1945, USA), der ab etwa 1910 kleine Raketen-Triebwerke entwickelte. 1926 gelang ihm der Start der ersten Flüssigkeitsrakete (50 Meter in 2,5 Sekunden). Er besaß 214 Raketenpatente und bewies, dass Raketen auch im Vakuum Schub entwickeln, was die Raumfahrt erst möglich macht.
- Friedrich Wilhelm Sander (1885–1938) war Fabrikant von Pulverraketen und lieferte 1928–1929 die Pulverraketen für den Antrieb der Opel-Sander-Raketenwagen 1, 2 und 3, sowie für das Raketen-Flugzeug Opel-Sander-RAK 1.
- Kurt C. Volkhart (1890–1959, Deutschland) war ein deutscher Ingenieur, Konstrukteur, Rennfahrer und der erste Raketenfahrer der Welt.[8] Volkhart entwickelte und testete für Opel mit dem Astronomen Max Valier und dem Sprengstoffexperten Friedrich Wilhelm Sander das erste Raketenauto der Welt, den Opel RAK1 und den Opel RAK2.
- Reinhold Tiling (1893–1933, Deutschland). Er konstruierte ab 1928 Feststoffraketen, bei denen nach dem Höhenflug Flügel bzw. Propeller ausklappten, die zuvor als Leitwerk gedient hatten und mit denen die Raketen sicher zu Boden gleiten konnten. 1933 kam Tiling durch eine Explosion beim Herstellen von Raketen-Treibstoff ums Leben.
- Hermann Oberth (1894–1989) war nicht nur Grundlagenforscher, er wickelte auch das erste in Deutschland funktionierende Flüssigkeitstriebwerk (Kegeldüse) und machte erste raumfahrtmedizinische Versuche.
- Rudolf Nebel (1894–1978, Deutschland) war ein deutscher Ingenieur, baute 1929 als Assistent von Hermann Oberth dessen erste, zwei Meter hohe Flüssigkeitsrakete, die als Propagandarakete für den Film des Regisseurs Fritz Lang Frau im Mond 40 km hoch fliegen sollte[5], und gründete 1930 den weltweit ersten Raketenflugplatz in Berlin-Tegel/Reinickendorf. Dort entwickelte er mit seinem Team die Raketen Mirak 2 und 3.[9]
- Max Valier (1895–1930, Südtirol und Berlin). Der Astronom und Schriftsteller schrieb 1924 mit Hermann Oberths Hilfe den Bestseller Der Vorstoß in den Weltenraum: Eine wissenschaftlich-gemeinverständliche Betrachtung.[10] Er erprobte zusammen mit Fritz von Opel von Feststoffraketen angetriebene Raketenautos, -schienenfahrzeuge und -schlitten. Beim Bodentest seines ersten Flüssigkeitsraketentriebwerks tötete den 35-Jährigen ein Metallsplitter – das erste Todesopfer der Raumfahrt.
- Johannes Winkler (1897–1947, Deutschland) gründete 1927 in Breslau den Verein für Raumschiffahrt (VfR) und war bis 1930 Vereinsvorstand. Mit Mitteln seines Mäzens Hugo A. Hückel (1899–1947) entwickelte er auf der Raketenflugplatz Berlin-Tegel die Flüssigkeitsraketen HW1, HW1a und HW2. Letztere wurde aber beim Start zerstört.
- Walter H. J. Riedel (1902–1968, Deutschland) „Riedel I“ war ein deutscher Raketeningenieur, der Leiter des Konstruktionsbüros der Heeresversuchsanstalt Peenemünde und Chefdesigner der ballistischen Rakete Aggregat 4 (V2). Der Krater Riedel auf dem Mond wurde nach ihm und dem deutschen Raketenpionier Klaus Riedel „Riedel II“ benannt.
- Rudolf Hermann (1904–1991) war Strömungsmechaniker und Luftfahrttechniker. Er wurde 1937 Leiter des Aerodynamischen Instituts der Heeresversuchsanstalt Peenemünde und baute einen Überschall-Windkanal, mit dem Mach >4 erreicht wurden. Im Rahmen der Operation Overcast ging er 1945 in die USA.
- Eugen Sänger (1905–1964) war ein österreichischer Ingenieur und Pionier auf dem Gebiet der Luft- und Raumfahrt (Hochdruckraketentriebwerk und Orbitalbomber)
- Willy Ley (1906–1969) war Raketenkonstrukteur und Mitbegründer des weltweit ersten Raketenflugplatzes in Berlin. Er hat auch unter dem Pseudonym Robert Wiley publiziert. Er herausragender Wissenschaftspublizist für die Raumfahrt. Als die Nationalsozialisten 1934 festlegten, dass keine Berichte über „Raketentechnik, Raketenautos oder -flugzeuge, auch in Romanform“ veröffentlicht werden dürften, wanderte Ley in die USA aus.
- Arthur Rudolph (1906–1996) war von 1934 bis 1945 an der Entwicklung und Produktion der Rakete Aggregat 4 beteiligt. Nach dem Zweiten Weltkrieg wurde Rudolph von den Amerikanern in die USA gebracht, wo er für die Streitkräfte der Vereinigten Staaten und die NASA als Leiter von Projekten wie der Pershing-Rakete und der Saturn-V-Mondrakete tätig war.
- Sergei Pawlowitsch Koroljow (1907–1966, Sowjetunion) – Chefkonstrukteur des sowjetischen Raumfahrtprogramms.
- Klaus Riedel (1907–1944, Deutschland) „Riedel II“ war ein deutscher Raketenkonstrukteur und leitete zusammen mit Rudolf Nebel den weltweit ersten Raketenflugplatz Berlin in Berlin-Tegel/Reinickendorf. Riedel war bei der Heeresversuchsanstalt Peenemünde zuständig für die Einsatzvorbereitung des Aggregat 4 (V2-Rakete).
- Kurt Heinrich Debus (1908–1983 Deutschland und USA) arbeitete ab August 1943 als Entwicklungsingenieur bei der Heeresversuchsanstalt Peenemünde an der V2-Rakete. Zuletzt war er dort Betriebsleiter des Prüfstands VII. Zwischen Juli 1962 und November 1974 war er Direktor des Kennedy Space Centers.
- Ernst Steinhoff (1908–1987 Deutschland und USA) war Ingenieur und Raketenentwickler. Er arbeitete von 1939 bis 1945 unter Wernher von Braun in der Heeresversuchsanstalt Peenemünde an der V2-Rakete und danach in den USA bis 1972 in der Raketenentwicklung bei der Armee und bei der Luftfahrtindustrie.
- Eberhard Rees (1908–1998 Deutschland und USA) war Wernher von Brauns Stellvertreter zunächst ab 1943 in der Heeresversuchsanstalt Peenemünde, dann ab 1945 bis 1970 in den USA. Zuletzt war dort von 1970 bis 1973 Direktor des Marshall Space Flight Centers.
- Karl Poggensee (1909–1980) arbeitet zusammen mit Reinhold Tiling an der Entwicklung von Raketen mit Feststoffantrieb. Später arbeitete Poggensee an der Entwicklung der V2-Rakete mit und führte nach dem Zweiten Weltkrieg im oldenburgischen Hespenbusch seine Tests an Feststoffraketen fort. Im Jahr 1952 gründete er die Deutsche Agentur für Raumfahrtangelegenheiten (DAFRA), die später in Deutsche Raketengesellschaft und Hermann-Oberth-Gesellschaft umbenannt wurde.
- Walter Thiel (1910–1943) war ein deutscher Chemiker und Raketeningenieur. Er war wesentlich für die Entwicklung der A4-Raketentriebwerke verantwortlich. 1940 zog er als Leiter der Entwicklungsdirektion Triebwerk zur Heeresversuchsanstalt Peenemünde um. Er war dort Vertreter von Wernher von Braun. Mit der Operation Hydra griff die Royal Air Force in der Nacht vom 17. auf den 18. August 1943 die Heeresversuchsanstalt Peenemünde an. Thiel wurde zusammen mit seiner Familie getötet.
- Wernher von Braun (1912–1977, Deutschland und USA) prägte von Peenemünde 1934 und der A4 (dem Vorbild vieler russischer und US-Raketen) bis zur Saturn V der Mondlandungen 1969–1972 vier Jahrzehnte der Raumfahrt.
- Konrad Dannenberg (1912–2009) war Mitarbeiter von Walter Thiel bei der Heeresversuchsanstalt Peenemünde. 1945 kam er mit Wernher von Braun in die USA und wurde später bei der NASA stellvertretender Leiter des Entwicklungsprogramms der Saturn-V-Rakete.
- Rolf Engel (1912–1993) erarbeitete 1930 auf dem von Rudolf Nebel gegründeten Raketenflugplatz in Berlin-Reinickendorf Grundlagen der Raketentechnik. Später wurde er an die Heeresversuchsanstalt Peenemünde versetzt. 1945 wurde er von der französischen Besatzungsbehörde für das Laboratoire de recherches balistiques et aéro-dynamiques, ein Entwicklungszentrum für ballistische Raketen bei Paris, engagiert.
- Albert Püllenberg (1913–1991) begann 1928 mit der Konstruktion einer Serie von Raketen. 1931 gründete er die Gesellschaft für Raketenforschung – Gruppe Hannover (GEFRA). Ab 1940 arbeitet er in der Heeresversuchsanstalt Peenemünde. 1952 begann er wieder mit privaten Raketenstarts bei Cuxhaven.
- Adolf Thiel (1915–2001) war außerordentlicher Professor für Maschinenbau an der Technischen Hochschule Darmstadt, bevor er zu Wernher von Braun an die Heeresversuchsanstalt Peenemünde geholt wurde, wo Thiel an der Entwicklung der V-2-Rakete beteiligt war. Nach Ende des Zweiten Weltkrieges wurde er in die Vereinigten Staaten geholt (Operation Paperclip).
- Helmut Gröttrup (1916–1981), Raumfahrt- und Computerpionier. Er verantwortete die Bordsysteme und Steuerung im deutschen Aggregat 4 (V2)-Projekt und für die sowjetische Raketenentwicklung, war danach an der Entwicklung elektronischer Systeme für die Logistiksteuerung, Betriebsdatenerfassung und Identifikationssysteme beteiligt und erfand das maßgebliche Grundprinzip der Chipkarte mit kontaktloser Datenübertragung.
- Krafft Ehricke (1917–1984) war während des Zweiten Weltkriegs ein bedeutendes Mitglied des Raketenentwicklungsprogramms in Peenemünde. Hier begann er auch mit seiner Arbeit über zukünftige Raumfahrtprojekte, einschließlich bemannter Raumfahrt und nuklearer Raketenantriebe. 1947 kam er im Rahmen der Operation Paperclip in die USA, wo er seine Arbeiten über Raketen und Raumfahrt fortsetzte.
- Fritz von Opel begeisterte 1928–1929 mit der öffentlichen Erprobung seiner Raketenwagen Opel-Sander Rak 1, 2 und 3, sowie seines Raketenflugzeugs Opel-Sander RAK 1 das Publikum.